# Südkamen
Südkamen ist ein Stadtteil der westfälischen Stadt Kamen im Kreis Unna und ein Wohngebiet der Stadt Kamen.

## Geographie

### Lage
Südkamen liegt im Süden der Stadt Kamen.

### Nachbargemeinden
Südkamen grenzte im Jahr 1967 im Uhrzeigersinn im Norden beginnend an die Stadt Kamen und an die Gemeinden Unna und an die Gemeinden Afferde und Methler (alle im Kreis Unna).

## Geschichte
Südkamen gehörte bei der Errichtung der Ämter in der preußischen Provinz Westfalen zum Amt Kamen, dann zum Amt Unna-Kamen im Kreis Hamm. Anlässlich der Auskreisung der Stadt Hamm am 1. April 1901 wurde aus dem Kreis der Landkreis Hamm. Nach einer Gebietserweiterung im Jahr 1929 wurde dieser im Oktober 1930 in Kreis Unna umbenannt. Am 1. Januar 1968 wurden die bisherigen Gemeinden Derne, Heeren-Werve, Methler, Rottum und Südkamen mit der Stadt Kamen zusammengeschlossen. Das bisherige Amt Unna-Kamen wurde aufgelöst.

## Wappen
| Wappen der ehemaligen Gemeinde Südkamen, Kreis Unna | Blasonierung: „In Blau ein goldenes (gelbes) Wassermühlrad aus diesem oben fächerförmig hervorkommend (wachsend) neun gestielte goldene (gelbe) Ähren.“ |
| Wappen der ehemaligen Gemeinde Südkamen, Kreis Unna | Wappenbegründung: Das Wappen wurde aufgrund einer Anregung vom ehemaligen Kamener Stadtarchivar Jürgen Kistner, durch Rolf-Dieter Helgers entwickelt und vom Runden Tisch Südkamen einstimmig als Wappen und Symbol für Südkamen beschlossen. Es wurde am 19. März 2024 in die Deutsche Ortswappenrolle des Herold, Nr. 99 NW eingetragen. Das Wassermühlrad erinnert an die Berger Mühle und die neun Ähren an die neun Ursprungshöfe des Dorfes südlich der Stadt Kamen, das bereits um 1220 in einer Urkunde des Grafen Isenberg von Altena erwähnt wurde. Namen und Standorte der Höfe sind auch auf den Stelen im Stadtteil am historischen Radweg Südkamen wiederzufinden. |

## Einwohnerentwicklung
| Jahr | Einwohner |
| ---- | --------- |
| 1849 | 0264      |
| 1910 | 0593      |
| 1931 | 0572      |
| 1956 | 0608      |
| 1961 | 0715      |
| 1967 | 0861      |
| 1987 | 1725      |
| 2013 | 4624      |

## Bildung
In Südkamen befindet sich eine städtische Grundschule. Es ist die Südschule. Sie besitzt in der Stadtmitte ein weiteres Gebäude, das früher die katholische Josefschule beherbergte. Dieses Nebengebäude wird jetzt als Zweig Heiliger Josef bezeichnet. Außerdem liegen die Gesamtschule Kamen und die Fridtjof Nansen Realschule in Südkamen.

## Verkehr
Die Landesstraße L 663 verbindet Südkamen im Südwesten mit Afferde, Dortmund und Castrop-Rauxel und im Nordosten mit Kamen, Heeren-Werve, Flierich und Osterflierich.